# Поляков Євген Олександрович
Євге́н Олекса́ндрович Поляко́в (24 січня 1993 — 11 липня 2015) — солдат Збройних сил України, учасник російсько-української війни.

## Життєпис
У часі війни — солдат, старший навідник 1-го батальйону, 93-тя окрема механізована бригада. Брав участь у обороні Донецького аеропорту, провів там дві ротації. Далі — без ротацій, з короткочасною відпусткою, брав участь у боях за Авдіївку — біля шахти «Бутівка». В умовах, коли кожні півгодини обстріли, обстрілював снайпер.
11 липня 2015 року зазнав осколкового поранення в серце під час мінометного обстрілу терористами ротного опорного пункту біля шахти «Бутівка».
Похований у селі Велика Кардашинка, в останню дорогу проводжало все село, багато військовиків.
Без Євгена лишилися мама, дружина, 4-місячна донька Софія.

## Нагороди та вшанування
За особисту мужність, сумлінне та бездоганне служіння Українському народові, зразкове виконання військового обов'язку відзначений — нагороджений
- 25 грудня 2015 року — орденом «За мужність» III ступеня (посмертно)